# Hanna Elliscasis
Hanna Elliscasis (San Candido, 24 settembre 1996) è un'ex hockeista su ghiaccio italiana, che in carriera ha giocato come centro nell'EV Bozen Eagles, squadra della Serie A, e nella nazionale italiana.

## Carriera
Ha iniziato a giocare ad hockey su ghiaccio a Dobbiaco, sulle orme del fratello maggiore Danny.
Dal 2010 è entrata a far parte della rosa dell'EV Bozen Eagles, con la cui maglia ha sempre giocato ad eccezione della stagione 2013/2014, quando per motivi di studio ha trascorso un anno negli Stati Uniti d'America, dove ha giocato nel Rice Knights Prep Hockey Team.

## Palmarès
- Campionato italiano femminile: 8

EV Bozen Eagles: 2010-2011, 2011-2012, 2012-2013, 2014-2015, 2015-2016, 2016-2017, 2017-2018, 2020-2021
- Coppa Italia (hockey su ghiaccio femminile): 1

EV Bozen Eagles: 2011-2012
- EWHL: 1

EV Bozen Eagles: 2016-2017